# Тунсберг (тауншип, Миннесота)
Тунсберг (англ. Tunsberg) — тауншип в округе Чиппева, Миннесота, США. На 2000 год его население составило 183 человека.

## География
По данным Бюро переписи населения США площадь тауншипа составляет 86,2 км², из которых 85,5 км² занимает суша, а 0,7 км² — вода (0,84 %).

## Демография
По данным переписи населения 2000 года здесь находились 183 человека, 68 домохозяйств и 59 семей.  Плотность населения —  2,1 чел./км².  На территории тауншипа расположено 75 построек со средней плотностью 0,9 построек на один квадратный километр. Расовый состав населения: 98,91 % белых, 0,55 % азиатов и 0,55 % приходится на две или более других рас.
Из 68 домохозяйств в 36,8 % воспитывались дети до 18 лет, в 82,4 % проживали супружеские пары, в 4,4 % проживали незамужние женщины и в 11,8 % домохозяйств проживали несемейные люди. 10,3 % домохозяйств состояли из одного человека, при том 1,5 % из — одиноких пожилых людей старше 65 лет. Средний размер домохозяйства — 2,69, а семьи — 2,87 человека.
25,1 % населения — младше 18 лет, 6,0 % — в возрасте от 18 до 24 лет, 20,8 % — от 25 до 44, 33,9 % — от 45 до 64, и 14,2 % — старше 65 лет. Средний возраст — 44 года. На каждые 100 женщин приходилось 105,6 мужчин.  На каждые 100 женщин старше 18 приходилось 98,6 мужчин.
Средний годовой доход домохозяйства составлял 55 417 долларов, а средний годовой доход семьи —  52 222 доллара. Средний доход мужчин —  36 250  долларов, в то время как у женщин — 21 563. Доход на душу населения составил 24 303 доллара. За чертой бедности находились _ семей и _ всего населения тауншипа, из которых _ — люди моложе 18 и старше 65 лет.